# 石川紗都美
石川 紗都美（いしかわ さとみ、1993年9月28日 - ）は、日本の元女性ファッションモデル、元女優。神奈川県出身。エヴァーグリーン・エンタテイメントに所属していた。

## 略歴
2007年、ファッション雑誌『ニコラ』（新潮社）の第11回モデルオーディションでグランプリを受賞し、同年10月号から専属モデルとして活動している。
nicolaの表紙登場回数は2回。2010年5月号で卒業した。
2009年11月下旬、3612名の中から神コレモデルオーディション2010のファイナリスト10名に選ばれた。
2010年6月28日をもって、学業専念の為所属事務所を退所し、芸能界を引退することを公式ブログにて発表した。

## 人物
- 好きなブランドはVENCE、LIZ LISA、one*way、LDS
- 特技は少林寺拳法と新体操。趣味はアクセサリー集め[1]。
- ニコモは通常は下の名前をカタカナにして呼ばれるが、彼女の場合は同じ名前の菅聡美が既に在籍していたため「さとみん」が愛称となった。
- ニコモの城戸愛莉とは、特に仲が良く「さとねぇ」と呼ばれている。

## 出演

### 映画
- ハンサム★スーツ（2008年）

### TV
- TBS系、毎日放送制作「私たちは天使だ!!教えて浜ちゃん芸能界で当てて親孝行するぞSP」（2009年）

### 雑誌
- ニコラ（新潮社、2007年10月号 - 2010年5月号）専属モデル

### PV
- 岡本玲「恋愛方程式」（2008年）

### CM
- ブルボン「プチアンドプチポテトシリーズ」（2010年）